# Спринг Лејк (Индијана)
Спринг Лејк (енгл. Spring Lake) град је у америчкој савезној држави Индијана.

## Демографија
По попису из 2010. године број становника је 218, што је 44 (-16,8%) становника мање него 2000. године.
| Група             | 2000.       | 2010.       |
| Белци             | 258 (98,5%) | 209 (95,9%) |
| Афроамериканци    | 0 (0,0%)    | 1 (0,5%)    |
| Азијати           | 0 (0,0%)    | 0 (0,0%)    |
| Хиспаноамериканци | 3 (1,1%)    | 2 (0,9%)    |
| Укупно            | 262         | 218         |